# Henry Edward Armstrong
Henry Edward Armstrong, född 6 maj 1848 i Lewisham, död 13 juli 1937, var en brittisk kemist. Han var far till Edward Frankland Armstrong.
Armstrong var professor vid Central Technical College i London och bidrog till kännedomen om materiens struktur, lösningarnas teori med mera. Han tilldelades Davymedaljen 1911.